# Berowra Waters
Berowra Waters – geograficzna nazwa dzielnicy (przedmieścia), położonej na terenie samorządu lokalnego Hornsby wchodzącego w skład aglomeracji Sydney, w stanie Nowa Południowa Walia, w Australii.